# 前283年
| 千纪： | 前1千纪 |
| 世纪： | 前4世纪 \| 前3世纪 \| 前2世纪 |
| 年代： | 前310年代 \| 前300年代 \| 前290年代 \| 前280年代 \| 前270年代 \| 前260年代 \| 前250年代                                                     |
| 年份： | 前288年 \| 前287年 \| 前286年 \| 前285年 \| 前284年 \| 前283年 \| 前282年 \| 前281年 \| 前280年 \| 前279年 \| 前278年                       |
| 纪年： | 周赧王三十二年 魯後文公二十年 齊襄王元年 趙惠文王十六年 魏昭王十三年 韓釐王十三年 秦昭襄王二十四年 楚頃襄王十六年 衛懷君十年 燕昭王三十一年 |

## 大事记
- 埃及托勒密王朝开始建造索斯特拉特设计的亚历山大灯塔。
- 秦、趙會於穰。
- 秦攻魏拔安城，兵至大梁而還。
- 齊大夫王孫賈殺淖齒立太子田法章為齊襄王守莒。
- 藺相如完璧歸趙。
- 衛嗣君卒，子衛懷君立。

## 逝世
- 德米特里一世（生于前336年）
- 托勒密一世（生于前367年）